# Стрембо
Стрембо (итал. Strembo) је насеље у Италији у округу Тренто, региону Трентино-Јужни Тирол.
Према процени из 2011. у насељу је живело 523 становника. Насеље се налази на надморској висини од 727 м.

## Становништво
Према резултатима пописа становништва 2011. у општини је живело 531 становника.
| 1931. | 1936. | 1951. | 1961. | 1971. | 1981. | 1991. | 2001. | 2011. |
| ----- | ----- | ----- | ----- | ----- | ----- | ----- | ----- | ----- |
| 481   | 376   | 383   | 355   | 364   | 406   | 407   | 452   | 531   |